# 洛尔德卢-杜欧鲁
洛尔德卢-杜欧鲁是葡萄牙波尔图区的一个堂区。总面积3.4平方公里，总人口22212人，人口密度6532.9人/平方公里。